# Václav Mašek
Václav Mašek (Prága, 1941. március 21. –) csehszlovák válogatott labdarúgó.
A csehszlovák válogatott tagjaként részt vett az 1962-es világbajnokságon.

## Sikerei, díjai
Sparta Praha
- Csehszlovák bajnok (2): 1964–65, 1966–67
- Csehszlovák kupa (2): 1964, 1972

Csehszlovákia
- Világbajnoki döntős (1): 1962

Egyéni
A KEK társgólkirálya (1): 1964–65 (6 gól)